# ФК Мондерканж
ФК Мондерканж (на люксембургски: Foussballclub Etzella Ettelbruck) е футболен клуб от град Етелбрук, Люксембург. Основан е на 1 юни 1933 година. Състезава се в Националната дивизия на Люксембург (най-висшето ниво на футбола в Люксембург). Играе срещите си на „Градския стадион“ в Мондерканж с капацитет 3300 зрители.

## Успехи
- 1 дивизия на Люксембург (Трета лига):
  -  Шампион (1): 2018/19
- Купа на Люксембург:
  -  Финалист (3): 1998/99, 1999/2000